# 台6線
台6線（たいろくせん）は、苗栗県後龍鎮から同県大湖郷に至る台湾省道であり、「旧後ブン公路（くとりゅうぶんこうろ）」または「龍ブン公路（りゅうぶんこうろ）」と称される。

## 概要
- 全長：31.388Km
- 起点：苗栗県後龍鎮（台61線及び県道119線の交差地点）
- 終点：苗栗県大湖郷（台3線の交差地点）
- 経由地：

## 歴史
| 年 | 月日 | 事跡 |
| -- | ---- | ---- |

## 通過する自治体
- 苗栗県
  - 後龍鎮 - 苗栗市 - 公館郷 - 獅潭郷 - 大湖郷

## 接続する道路
- 高速道路
  - 後龍IC
  - 苗栗IC

- 快速公路
  - 公館IC
  - 後龍IC
  - 獅潭IC